# Peninsula Gaspé
Peninsula Gaspé, cunoscută și sub numele de Gaspesia, (în franceză Gaspésie, în Format:Lang-mic) este o peninsulă de-a lungul țărmului de sud al fluviului Sfântul Laurențiu, care se extinde de la Valea Matapedia din Quebec, Canada, în Golful Sfântul Laurențiu. Este separat de Noul Brunswick pe partea sa de sud de Golful Chaleur și râul Restigouche. Numele Gaspé provine din cuvântul Miꞌkmaq gespe'g, care înseamnă „sfârșit”, referindu-se la sfârșitul pământului.
Peninsula Gaspé este puțin mai mare decât Belgia, la 31,075 kilometri pătrați (11,998 mi2). Populația este de 140.599 la recensământul din 2011. De asemenea, este remarcat ca fiind singura regiune din afara Insulele Canalului care conține vorbitori nativi de Jersey Norman.